# Tiestes (Sêneca)

Tiestes (Thyestes) é uma tragédia escrita pelo tragediógrafo e filósofo estoico romano Lúcio Aneu Sêneca. É considerado o ápice de seus teatros.

## Tradução e estudos em língua portuguesa
Há uma tradução feita por J. A. Segurado e Campos.